# Marche de Valenciennes
La Marche de Valenciennes ou le margraviat de Valenciennes était une marche qui a été créée en 957, lorsque l'empereur Otton Ier le Grand détachait la zone autour de Valenciennes du Hainaut (Henegouw) et elle est confiée à Amaury, gendre d'Isaac de Cambrai. Le domaine est situé sur l'Escaut, lequel était la frontière entre le Saint-Empire romain germanique et la France. En 1071, après la Bataille de Cassel, la marche est unie avec Mons et Chièvres sous le nom de comté de Hainaut, se référant au Hainaut (Henegouw) qui existe juste à 957.

## Référence
- Henegouwen [geschiedenis], in Encarta - Encyclopedie. 1993-2002 Microsoft Corporation/Het Spectrum.

- (nl) Cet article est partiellement ou en totalité issu de l’article de Wikipédia en néerlandais intitulé « Markgraafschap Valencijn » (voir la liste des auteurs).